# Kuriany
Kuriany – wieś w Polsce położona w województwie podlaskim, w powiecie białostockim, w gminie Zabłudów.

## Historia wsi
Kuriany to dawna wieś magnacka hrabstwa zabłudowskiego, która w końcu XVIII wieku położona była  w powiecie grodzieńskim województwa trockiego Wielkiego Księstwa Litewskiego.
W latach 1660–1662 Zbigniew Morsztyn dzierżawił majątek Kuriany, który był własnością księcia Bogusława Radziwiłła.
Według Pierwszego Powszechnego Spisu Ludności w 1921 r. wieś Kuriany liczyła 397 mieszkańców (209 kobiet i 188 mężczyzn) zamieszkałych w 68-u budynkach. Większość mieszkańców miejscowości, w liczbie 315 osób, zadeklarowało wówczas wyznanie rzymskokatolickie, zaś pozostałe 82 osoby podały wyznanie prawosławne. Jednocześnie wszyscy mieszkańcy wsi zgłosili polską przynależność narodową. W owym czasie miejscowość znajdowała się w gminie Dojlidy i nosiła nazwę Kurjany.
W latach 1954–1959 wieś należała i była siedzibą władz gromady Kuriany, po jej zniesieniu w gromadzie Dojlidy Górne. W latach 1975–1998 miejscowość administracyjnie należała do województwa białostockiego.
Wieś w 2021 roku zamieszkiwało 915 osób.

## Inne
Do Kurian można dojechać autobusem nr 101 Białostocką Komunikacją Miejską. Istnieje tu także przystanek kolejowy.
Wieś posiada charakter dwuwyznaniowy. W strukturze Kościoła rzymskokatolickiego wieś podlega parafii pw. św. Jana Chrzciciela w pobliskim Białymstoku, natomiast strukturze cerkwi prawosławnej miejscowość należy do parafii pw. św. Proroka Eliasza również znajdującej się w Białymstoku.
Nieopodal wsi przepływa rzeka Biała.